# Devaleraea
Genre
Devaleraea est un genre d’algues rouges de la famille des Palmariaceae.

## Étymologie
Devaleraea a été nommée ainsi par Michael Guiry en 1982 pour rendre hommage à la phycologue irlandaise Máirin de Valéra.

## Liste d'espèces
Selon AlgaeBase (20 juin 2020) :
- Devaleraea arctica (A.D.Zinova) Guiry, synonyme de Devaleraea ramentacea (Linnaeus) Guiry
- Devaleraea callophylloides (M.W.Hawkes & Scagel) G.W.Saunders, Jackson & Salomaki
- Devaleraea compressa (Ruprecht) Selivanova & Klochkova
- Devaleraea firma (Postels & Ruprecht) Selivanova
- Devaleraea microspora (Ruprecht) Selivanova & Klochkova
- Devaleraea mollis (Setchell & N.L.Gardner) G.W.Saunders, C.J.Jackson & Salomaki
- Devaleraea ramentacea (Linnaeus) Guiry - espèce type
- Devaleraea yendoi (I.K.Lee) Guiry, synonyme de Halosaccion yendoi I.K.Lee